# Abteibrücke
Die Abteibrücke gilt als eine der ersten Stahlbetonbrücken Deutschlands und führt im Berliner Ortsteil Alt-Treptow als Fußgängerüberweg auf die Insel der Jugend. Sie wurde 1916 fertiggestellt und ersetzte eine Fähre, die Besucher auf die Spreeinsel brachte. Die Brücke steht unter Denkmalschutz.

## Geschichte

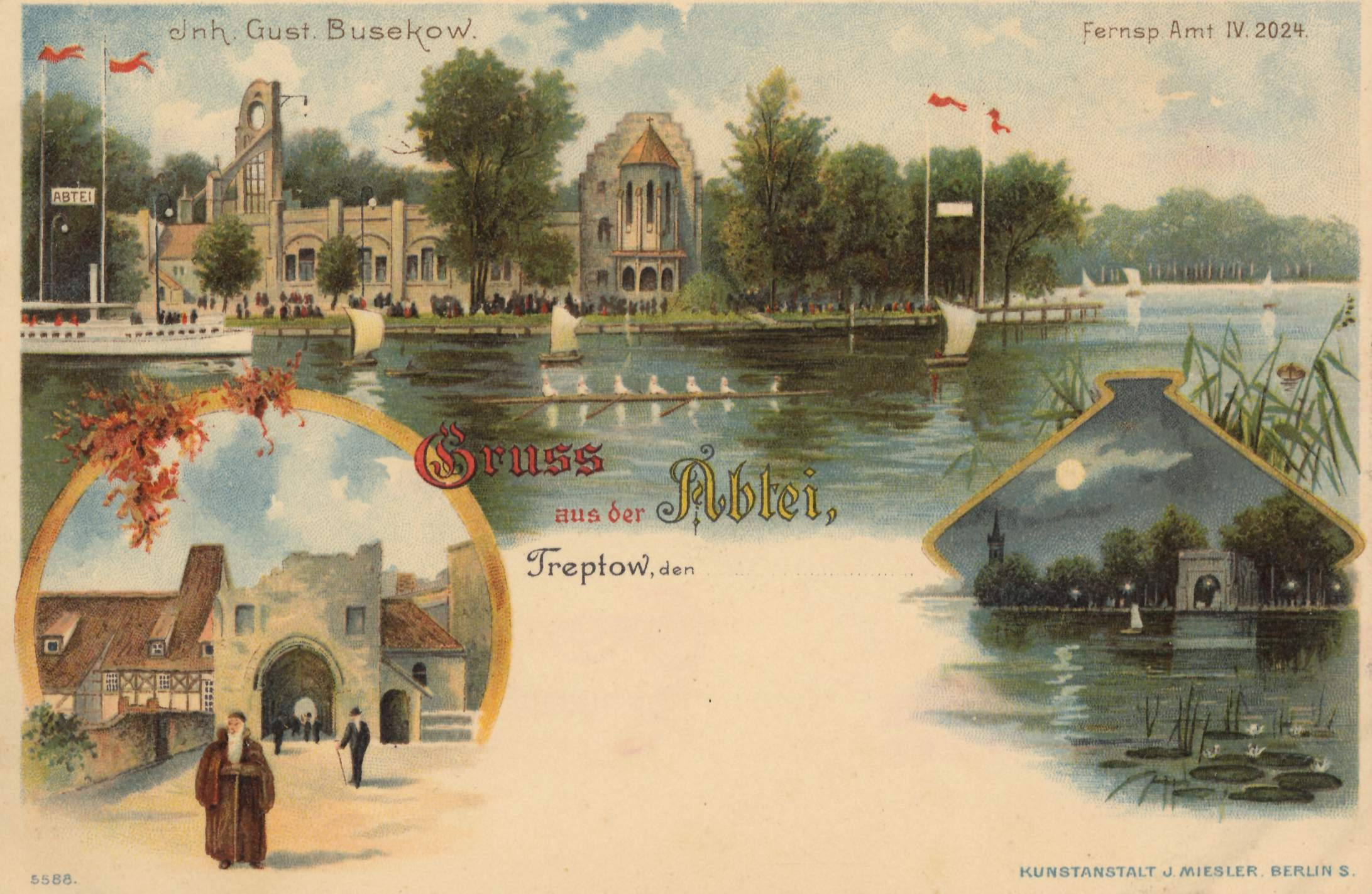
Ansicht der „Abtei“ auf der Spreeinsel, 1899

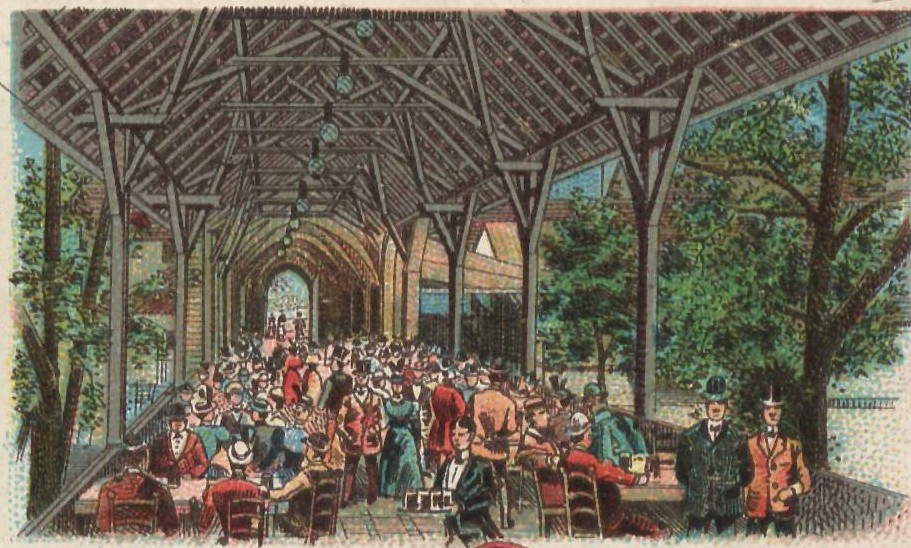
Terrasse der „Abtei“

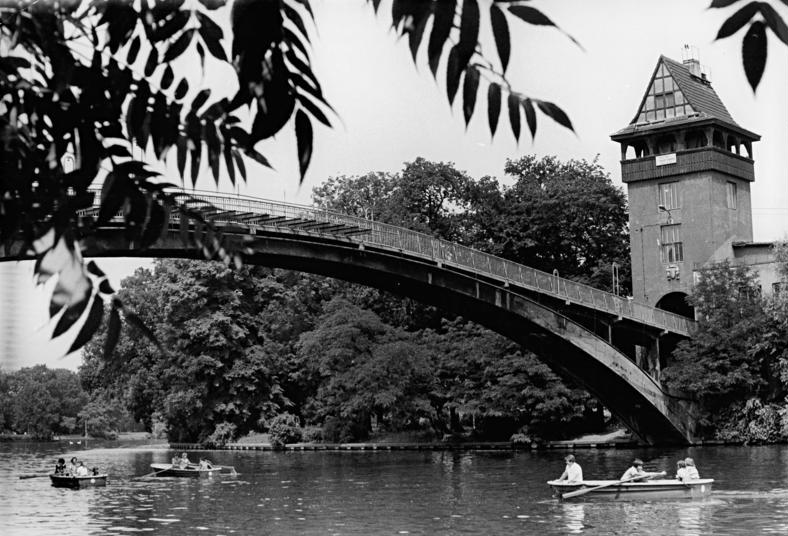
Abteibrücke im August 1979

Die Abteibrücke befindet sich zwischen dem Treptower Park und einer in der Spree gelegenen Insel. Park und Insel wurden in Vorbereitung der Berliner Gewerbeausstellung 1896 ausgebaut und aufgeschüttet. Die anfangs „Treptower Bruch“ genannte Insel bekam nach Eröffnung einer als schottische Klosterruine („Abtei“) gestalteten Ausflugsgaststätte den Namen Abteiinsel. Weil das Gasthaus Abtei 1914 abbrannte und seine Reste abgetragen wurden, konnte der Wiener Architekt und Bauingenieur Friedrich von Emperger im Auftrag der damaligen Stadt Neukölln als Besitzer der Insel eine Stahlbetonbrücke mit einem großzügigen Brückenhaus planen.
Die im großen Bogen ohne Flusspfeiler gebaute Brücke wurde erstmals aus betonummanteltem Gusseisen mit einem Durchmesser von 17 cm hergestellt. Dabei fanden Einzelrohre mit einer Länge von 2 m Verwendung, die mit Hilfe von Muffen verbunden wurden. Für den Einbau dieser Elemente gab es bislang keine baurechtlichen Vorschriften, so dass zunächst an den Technischen Hochschulen in Berlin und Dresden von Dezember 1915 bis März 1916 umfangreiche Bruchversuche durchgeführt wurden, bis schließlich am 23. März 1916 eine Ausnahmegenehmigung erteilt wurde. Es entstanden zwei beidseitig eingespannte Bögen, die durch eine Stahlbetonplatte miteinander verbunden und an beiden Widerlagern eingespannt wurden. Die beiden Brückentürme nehmen dabei Teile der Bogenkräfte auf. Für diese Bauwerke wählte der Architekt Stilelemente des Historismus und verschieden gestaltete Dachformen. Der dreistöckige Turm am Inselzugang wird in der zweiten Etage von einer Aussichtsplattform umgeben. Der Bogen wurde 1916 mit Hilfe von französischen und russischen Kriegsgefangenen betoniert. Anschließend montierte man das schmiedeeiserne Geländer sowie acht bogenförmige Leuchtenträger. Die Gehbahn der Brücke ist mit beiderseitigen schlanken Betonpfeilern dem hochgewölbten Unterbogen aufgesetzt. Die Übergabe der Brücke an die Bevölkerung erfolgte am 1. Juli 1916. Durch die Lichte Höhe von 9 Metern konnten auch große Dampfschiffe die Insel passieren, ohne den Schornstein umlegen zu müssen.
Das Bauwerk überstand den Zweiten Weltkrieg unbeschadet. Das Brückenhaus auf der Insel diente in der DDR-Zeit als Jugendklubhaus. Die Insel erhielt nun den Namen Insel der Jugend und wurde ein gern besuchter Ort für junge Paare. Allerdings traten im Laufe der Jahre zunehmend Schäden auf, die in den 1970er Jahren eine umfassende Sanierung erforderlich machten. Durch die erteilte Ausnahmegenehmigung befand sich lange Zeit eine Verbotstafel an der Brücke: „Das Ansammeln auf der Brücke ist der Überlastung wegen polizeilich verboten“. 1976 ergaben Berechnungen eine Gefahr für die Bevölkerung, die im Juni 1977 durch Messungen an der Brücke bestätigt wurden. Die Sanierung umfasste insbesondere die Beseitigung korrodierter Bauteile sowie eine Neubeschichtung aller Stahlbetonelemente und konnte 1978 erfolgreich abgeschlossen werden. Gleichzeitig wurden der Belag, die Beleuchtungsanlage sowie die Entwässerung und das Geländer erneuert.
Bis Anfang dieses Jahrtausends wurden die Brücke und die Insel Ziel vieler Besucher, weil in ihrem Umfeld seit dem 19. Jahrhundert das Höhenfeuerwerk Treptow in Flammen und seit 1989 auch das Treptower Hafenfest stattfanden. Wegen mangelnder Qualität der Veranstaltungen finden beide Feste seit 2013 nicht mehr statt. Weitere Veranstaltungen wie ein Sonnenwendfest oder gelegentliche Live-Konzerte werden den Gästen jedoch weiterhin angeboten.
1992 bis 1994 ließ die Senatsverwaltung die Abteibrücke total sanieren. Seit 2005 gibt es eine neue Attraktion auf der Abteibrücke: die Blauen Keramikherzen.

## Brücke der Herzen

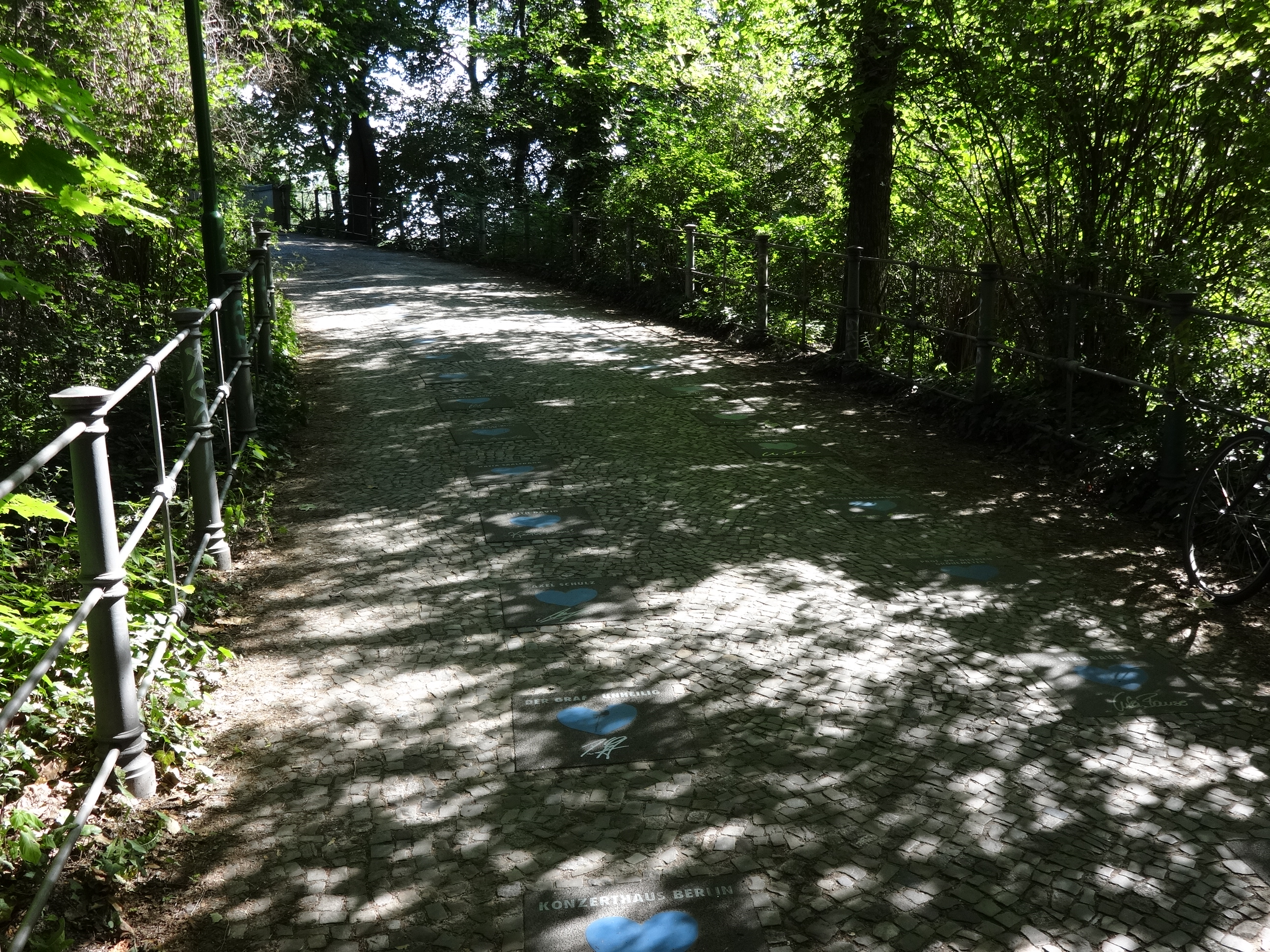
Aufgang zur Brücke der Herzen

Am 11. Juni 2005 wurde im Rahmen der Treptower Festspiele die Abteibrücke zu einer Brücke der Herzen. Auf blauen herzförmig gestalteten Fliesen prägten die Organisatoren Namen von Personen ein, die sich um das Wohl von Kindern und Jugendlichen besonders verdient gemacht haben. Unter dem blauen vollflächigen Herzen ist die Unterschrift des Geehrten (oder seines bevollmächtigten Vertreters bei Firmen) in verchromter Schreibschrift eingelassen. Die Auswahl der Auszuzeichnenden richtete sich nach dem Engagement bei der Organisation nationaler und internationaler kultureller Veranstaltungen und ist das Ergebnis einer öffentlichen Abstimmung von Kindergruppen. Die Herzen wurden jeweils in einer kleinen Feier von der Kinder-Aktionsfigur Theo Tintenklecks an die Personen oder Institutionen übergeben und dann in die Rampe der Brücke eingelassen. Diese Aktion fand so großen Zuspruch, dass im Juni 2006 auf Anregung des Bezirksamts Treptow-Köpenick ein gemeinnütziger Verein Blaue Steinherzen Kinderfreundlichkeit e. V. (Bridge of Hearts e. V.) gegründet wurde. Die Satzung nennt vor allem die Durchführung von Camps, Workshops, Veranstaltungen mit Bildungs- und Informationscharakter im Sinne des europäischen und internationalen Gedankens für Kinder als Ziel des Vereins. Berlin schloss sich mit dieser in der Welt sehr beachteten Aktion an die im Jahr 2000 im Bundesland Sachsen-Anhalt begründete Bewegung Blaue Herzen für Kinderfreundlichkeit an. Es wurde somit zu einer besonders kinderfreundlichen Stadt, die Brücken zwischen Kindern, Generationen und Nationen schlägt. Schirmherrin der Blaue-Herzen-Aktion war die Familienministerin Ursula von der Leyen (Stand 2013).
Im Jahr 2015 nahmen Kinder und Künstler verschiedener Länder das zehnjährige Jubiläum der Brücke der Herzen zum Anlass, um 25 Originalteile (Stützwandelemente) der Berliner Mauer mit Zukunftsthemen zu gestalten.

Folgende Personen oder Institutionen erhielten bisher (Stand März 2024) die Berliner Auszeichnung Blue Hearts Award: Eine Besichtigung vor Ort am 19. März 2024 zeigte, dass seit 2016 keine weiteren blauen Herzen vergeben wurden, es sind genau 52 Platten eingesetzt.
| Nr.        | Monat, Jahr                                                       | mit dem „Blauen Herz“ geehrt | Begründung |
| ---------- | ----------------------------------------------------------------- | --- | --- |
| 01–6       | 11. Juni 2005                                                     | Rolf Zuckowski, Unser Sandmännchen, Kinder- und Freizeitzentrum (KIEZ) Güntersberge, Park Center Treptow, City Stiftung Berlin, Stendaler Fernsehen Offener Kanal e. V.                 | Die City-Stiftung – mit Wasser, Farbe und Licht in Großstädten bei der Schaffung lebenswerter Stadträume aktiv – fördert Kinderprojekte zu Erziehung, Bildung, Kunst und Kultur. |
| 07, 08, 09 | 18. Jan. 2006                                                     | Musiker Herman van Veen, Musiker und Komponist Reinhard Lakomy, Liedermacher Gerhard Schöne                                                                                             | langjähriges Wirken für UNICEF. Kindern gut bekannt ist Lakomys Traumzauberbaum. |
| 10–14      | 13. Juni 2006                                                     | die FußballerInnen Frank de Boer (Nationalspieler der Niederlande), Franz Beckenbauer, Michael Preetz (WM-Botschafter von Berlin), Conny Pohlers (Nationalspielerin) und Ingo Schneider | haben sich für Wünsche und Hoffnungen der Kinder besonders eingesetzt |
| 15         | 9. Aug. 2006                                                      | Sondeza AfriYouth Camp aus Südafrika | Afrikanische Jugendliche werden einmal jährlich in das Camp in der Nähe von Kapstadt eingeladen, um sich über ihre Probleme wie die Geschlechterfrage, die Rollenverteilung in der Familie aber auch über eine gemeinsame Zukunft aller Völker zu verständigen. Zu 2007 hat der Leiter des Camps auch die ersten Kinder aus Berlin eingeladen. |
| 16         | 20. Aug. 2006                                                     | Berliner Kinderradio Radio Teddy | Als erstem privaten Kinder- und Familienradiosender Deutschlands gelang es seinen Organisatoren Uwe Schneider und Uly Köhler, abwechslungsreiche kindgerechte Sendungen zu gestalten. |
| 17         | 17. Sep. 2006                                                     | Katarina Witt | Kinder aus aller Welt haben sie für die Auszeichnung vorgeschlagen, weil sie die Kinder ermutigt, eigene Stärken zu entdecken und Träume nicht aufzugeben. Mit ihrer Stiftung unterstützt Katarina Witt den Behindertensport und hilft, dass Kinder und Jugendliche mit Handicaps ihre Bewegungsfreude besser entfalten können. |
| 18–20      | 12. Okt. 2006                                                     | Berlin-Chemie (Reinhard Uppenkamp), BSR und Bezirksbürgermeister Klaus Ulbricht | „Die Berliner Stadtreinigungsbetriebe und Berlin Chemie stiften seit Jahren einen Umweltpreis. Dieser Preis veranlasst Schüler verschiedener Altersgruppen, sich mit Gesundheit, Ernährung, Stadtentwicklung und ihrer Umgebung zu beschäftigen. […] Beide Unternehmen schaffen Ausbildungsplätze und übernehmen Azubis. Auch Kinder haben Angst davor, später ohne Beruf und Job zu sein. Beide Unternehmen helfen, etwas weniger Angst zu haben. Sie lassen Kinder von einer guten Zukunft träumen.“ Herr Ulbricht wurde dafür geehrt, dass er und das Bezirksamt Treptow-Köpenick von Berlin die Initiatoren der Brücke der Herzen mit großem Engagement unterstützen. Nur dadurch war eine Realisierung der Brücke der Herzen möglich.        |
| 21         | 11. Juni 2007                                                     | Eisbär Knut und der Zoo Berlin | Die Kinder haben Knut gewählt, weil er die Herzen der Berliner erobern konnte. Außerdem war der Bär offizielles Maskottchen der 9. UN-Naturschutzkonferenz im Mai 2008 in Bonn. Mit Knut und der Initiative RESPECT HABITATS. Knut hat der Zoo Berlin ein Zeichen für einen bewussten, nachhaltigen Umgang mit den natürlichen Lebensräumen unserer Erde gesetzt. Die Übergabe des Blauen Herzens erfolgte in Anwesenheit des Vorstandsvorsitzenden des Zoos, Gerald R. Uhlich und weiterer hochrangiger Persönlichkeiten. |
| 22, 23, 24 | 15. Sep. 2007                                                     | Astrophysiker Stephen Hawking mit seiner Tochter Lucy Hawking. Fluggesellschaft Air Berlin                                                                                              | Die Hawkings unterstützen als Forscher und Journalisten die Entdeckungslust von Kindern in aller Welt. Air Berlin gilt als familienfreundlichste Fluggesellschaft. |
| 25, 26     | 29. Feb. 2008                                                     | Clown Oleg Popov und der Große Russische Staatszirkus | Übergabe des Preises im Rathaus Treptow und im ParkCenter Treptow anlässlich der ZDF-Sendung Der geschenkte Tag. „Die Künstler und Akrobaten lassen uns staunen, muntern unsere Träume auf und führen uns mit Artistik, Jonglage und Tierdressur ins Reich der Fantasie. Clown Oleg Popov verbindet Menschen wie kein anderer, in dem er Jung und Alt ein Lächeln ins Gesicht zaubert.“ – Theo überreichte dem weltberühmten Clown und dem Russischen Staatscircus das Blaue Herz für Kinderfreundlichkeit während ihrer Deutschlandtournee in Halle (Saale). Die Fliesen wurden von Murmansker Kindern bei dem 2. Kinder- und Familienfest Bridge of Hearts am 18. Juli 2008 in die Abteibrücke eingelassen.                                     |
| 27         | 28. Mai 2008                                                      | Irischer Rockstar Bob Geldof | Nominiert wurde Geldof von Kindern aus aller Welt, die im Internet regelmäßig Kontakt haben, sich auf Veranstaltungen treffen und Gedanken über ihre Zukunft austauschen. Eine Berliner Schülerin formulierte ihre Wahl wie folgt: „Bob Geldof setzte mit Band Aid, Live Aid und Live 8 Zeichen im Kampf gegen die Armut in der Dritten Welt. Ich habe Freunde in verschiedenen afrikanischen Ländern. Einige kennen Krieg und Hunger, haben keine Bildungschancen und blicken in keine glückliche Zukunft. Wir sind froh, dass Bob Geldof sich für unsere Freunde einsetzt und immer wieder die Frage nach Gerechtigkeit in der Welt stellt.“ |
| 28         | 18. Juli 2008                                                     | S-Bahn Berlin | |
| 29         | 20. Sep. 2008                                                     | The Zimmers | britische Pop-Gesangsgruppe, zu der im Wesentlichen Rentner gehören. Halten mit ihren Auftritten in Seniorenheimen und Kindereinrichtungen enge Freundschaften zu Kindern. |
| 30         | 22. Jan. 2009                                                     | Peter Kloeppel | Fernseh-Chefredakteur, engagiert sich für weltweite Kinderprojekte |
| 31         | 4. Mai 2009 (öffentliche Auszeichnung) 24. April 2009 (Beschluss) | Audrey Hepburn | für ihr unermüdliches Engagement als UNICEF-Botschafterin für Kinder in aller Welt. Der Sohn gründete mit der Erbschaft eine Kinder-Stiftung. |
| 32         | 29. Juni 2009                                                     | Matt Lamb, irisch-amerikanischer Friedensaktivist | gründete das Projekt Umbrellas for Peace (Kinder bemalen große weiße Schirme als Symbol für den Friedenswillen) |
| 33, 34     | 13. Juli 2009                                                     | Patch Adams und Eckart von Hirschhausen | Die Mediziner engagieren sich besonders für schwerkranke Kinder, Adams gründete 1971 ein Krankenhaus zur kostenlosen Behandlung von Patienten und betrieb dies bis 1983. Er hob außerdem das Konzept Klinikclowns aus der Taufe. Hirschhausen, selbst Mediziner und Kabarettist, verbreitete dieses Konzept in deutschen Krankenhäusern. Er erweiterte es zu seiner Stiftung Humor hilft heilen. |
| 35         | 13. Dez. 2009                                                     | Kurt Krömer | Veranstaltete 2009 die Benefizgala Pimp my Ghetto, bei der mehr als 50.000 Euro gesammelt werden konnten. Ein Teil des Geldes erhält der Körner-Kiez in Berlin-Neukölln, der größere Teil wird auf verschiedene soziale Projekte für Kinder aufgeteilt. |
| 36         | 17. Dez. 2010                                                     | Karlheinz Böhm, Schauspieler und seine Frau Almaz | Sie gründeten die Stiftung Menschen für Menschen die gegen Krankheit, Hunger und Tod in Äthiopien, für ein menschenwürdiges Leben der Ärmsten der Armen und für Hilfe zur Selbstentwicklung eintritt. |
| 37         | 2010, Frühjahr                                                    | Jessica Stockmann, Schauspielerin | Sie unterstützt regelmäßig das Bal Vikas Waisenheim in Indien, aus dem ihre älteste Tochter Nisha stammt. |
| 38, 39     | 4. Sep. 2010                                                      | Sarah Wiener und Hans-Peter Wodarz | Die vom Preiskomitee ausgewählten Köche helfen Kindern bei der richtigen und gesunden Ernährung. |
| 40         | 22. Okt. 2010                                                     | MDR | „Seit 1993 belebt der MDR Sachsen-Anhalt mit Theo eine Figur, die nicht nur Geschichten erzählt, sondern für Kinder ein lebendiger Freund ist. Es gelingt nur selten, dass ein fiktiver Charakter so authentisch wird, dass er Tausende über einen so langen Zeitraum mit seinen Ideen motiviert und aktiviert.“ |
| 41         | 1. März 2011                                                      | Eva und Klaus Herlitz | Das Ehepaar Herlitz zeichnet sich seit vielen Jahren durch sein gesellschaftliches und soziales Engagement aus. Sie gründeten 2001 die Buddy Bear GmbH. Die United Buddy Bears, die die 140 Mitgliedstaaten der Vereinten Nationen repräsentieren, waren seit 2004 in der ganzen Welt zu sehen. Buddy-Bär-Aktivitäten und Hilfe für notleidende Kinder sind zu einer untrennbaren Einheit geworden. Auf Initiative von Eva Herlitz wurde darüber hinaus 2004 der Verein Buddy Bear Help e. V. gegründet, um Kindern in Not unbürokratisch, schnell und direkt helfen zu können. |
| 42         | 11. März 2011                                                     | Christoph Wiemer, Facharzt für Augenheilkunde | Mitinitiator der Aktion Augen-Licht – man sieht nur mit dem Herzen gut, womit die City Stiftung Berlin Sehbehinderte und blinde Gäste in viele öffentliche Veranstaltungen integriert. Der Augenarzt wird unterstützt und begleitet von der blinden Erzieherin und Künstlerin Silja Korn. |
| 43         | 5. Mai 2011                                                       | Katja Saalfrank, Musiktherapeutin | [ 13 ] [ 14 ] |
| 44         | 26. Nov. 2011                                                     | Keith David, US-amerikanischer Schauspieler | Der Schauspieler nahm die Auszeichnung aus dienstlichen Gründen nicht persönlich entgegen, übermittelte jedoch folgende Botschaft: „Ich fühlte mich sehr geehrt, als ich hörte, dass ich für diesen Award ausgewählt wurde. Als Kind inspirierten mich viele Erwachsene und machten mir Mut, meinem Herzen und meinen Träumen zu folgen und nicht aufzugeben. Heute lebe ich meinen Traum und er ist noch besser als ich ihn mir jemals vorstellen konnte. Schon mit zwei Jahren wollte ich Schauspieler werden und heute bin ich es. Jeder hat das Potenzial und es liegt an uns, an dir, mir und allen anderen Erwachsenen, Kindern Mut zu machen, ihre Träume zu leben, denn alles ist möglich: You are only limited by your own imagination!“ |
| 45         | 4. Dez. 2011                                                      | Axel Schulz, Boxer | Schulz engagiert sich als Botschafter für die Stiftung Laureus Sport for Good. Er klärt gern Kinder in der direkten Begegnung über Gefahren auf. In der Aktion Kochen kinderleicht mit Fackelmann bereitet er mit Kindern vor der Kamera und mit den Hersbrucker Miniköchen gesunde Rezepte zu und verbreitet diese in geeigneter Weise. Kinder formulierten sein Engagement so: „Er ist fröhlich, er lacht mit uns, nimmt sich Zeit, treibt mit uns Sport, kocht mit uns […] er kann Niederlagen einstecken und gibt nicht auf!“ |
| 46         | 5. Feb. 2012                                                      | Inka Bause | „Für ihr kinderfreundliches Engagement“ |
| 47         | 10. Feb. 2012                                                     | Dietrich Grönemeyer | „Als Anerkennung für sein Engagement insbesondere Kinder mit gesundem Essen und regelmäßigem Sport zu fördern.“ |
| 48         | Apr. 2013                                                         | Rivaldo, brasilianischer Fußballspieler | „für die Unterstützung der Banda Lyra; die Banda Lyra um Maestro Carlos Lima ermöglicht ärmsten Kindern in Brasilien Musikunterricht. Konzerte stärken das Selbstbewusstsein der Teilnehmer und öffnen Wege in eine selbstbestimmte Zukunft“. |
| 49         | Apr. 2013                                                         | Konzerthaus Berlin und sein Intendant Sebastian Nordmann | „für sein vielfältiges und pädagogisch wertvolles JUNIOR-Programm“ |
| 50         | 30. Apr. 2014                                                     | Maren Otto, Witwe des Versandhausgründers Werner Otto | Kinder trugen folgende (leicht gekürzte) Begründung vor: „Sie … gehören zu den Menschen, die sich für Schwächere verantwortlich fühlen. Zu helfen und abzugeben sind für sie selbstverständlich. Sie fördern z. B. das Junior-Programm im Konzerthaus Berlin und schenken uns wunderschöne Musikerlebnisse. Ihre Spenden für medizinische Forschungen helfen kranken Kindern. … All das geschieht still, ohne roten Teppich und Rampenlicht. Ihr Lebenslauf zeigt, dass es möglich ist, ein erfülltes Leben zu führen ohne Schwächere zu vergessen.“ |
| 51         | 28. Mai 2015                                                      | Gene Simmons | [ 14 ] |
| 52         | 20. Nov. 2015                                                     | Ingo Insterburg | [ 14 ] |